# Gustav-Adolf Schur
Gustav-Adolf "Täve" Schur (nascido em 23 de fevereiro de 1931) é um ex-ciclista de estrada alemão que competiu no ciclismo nos Jogos Olímpicos de Verão de 1960 e 1956, pela equipe Alemã Unida.